# Colm Hilliard
Colm M. Hilliard (* 28. Mai 1936 im County Meath; † 14. Januar 2002 in Kilmessan, County Meath) war ein irischer Politiker der Fianna Fáil. Von 1982 bis 1997 war er Teachta Dála (Abgeordneter) im Dáil Éireann, dem Unterhaus des irischen Parlaments.

## Biografie
Hilliard, ein Sohn des Politikers Michael Hilliard, arbeitete bei einer Viehverwertung und war dort als Bilanzbuchhalter und als Auktionator tätig. Er konnte bei den Wahlen im Februar 1982 genügend Stimmen erzielen, um in den Dáil Éireann für den Wahlkreis Meath einzuziehen. Diesen Sitz konnte er dann im November 1982, 1987, 1989 und bei den Wahlen 1992 verteidigen. 1997 trat er bei den Wahlen nicht mehr an. Aber er wurde für die Wahlen zum Seanad Éireann über die Landwirtschaftsliste nominiert. Da er sich zu diesem Zeitpunkt von einem chirurgischen Eingriff erholte, führte er keinen Wahlkampf und wurde nicht gewählt.